# Tilapia baloni
Espèce
Statut de conservation UICN

 LC  : Préoccupation mineure
Tilapia baloni est une espèce de poissons d'eau douce de la famille de Cichlidae, découverte en 1975.

## Répartition
Cette espèce est présente dans le fleuve Congo.

## Étymologie
Son nom spécifique, baloni, lui a été donné en l'honneur de Eugene Kornel Balon (1930-2013), zoologiste et ichtyologiste canadien d'origine tchèque, qui a collecté le spécimen type.